# 萨尔 (匈牙利)
萨尔，是匈牙利费耶尔州所辖的一个村。总面积22.63平方公里，总人口1680，人口密度74.2人/平方公里（2011年1月1日）。